# Les Demi-frères (film, 1957)
Pour plus de détails, voir Fiche technique et Distribution.
Les Demi-frères (異母兄弟, Ibo kyōdai) est un film japonais réalisé par Miyoji Ieki et sorti en 1957.

## Synopsis
Au Japon, dans les années 1920, Rie commence à travailler comme servante chez Hantaro Kido, un officier de l'armée impériale japonaise autoritaire et brutal, dont la femme Tsuta est tombée malade. Un soir d'ivresse, Hantaro viole Rie et elle tombe enceinte. Lorsque sa femme Tsuta meurt et le laisse avec deux jeunes fils, il est forcé de se marier à Rie pour sauver les convenances. Les années passent et Hantaro, tout comme ses deux fils aînés Ichirōshi et Gōjirō, traitent toujours Rie comme une servante. Les deux autres fils issus de ce second mariage, Yoshitoshi et Tomohide sont aussi rabaissés tant par leur père que par leurs demi-frères.
Lorsque la guerre éclate, Ichirōshi et Gōjirō sont envoyés au front après avoir obtenu leur diplôme de l'école militaire, de même que Yoshitoshi qui est devenu officier de la marine impériale. Le benjamin Tomohide, qui continue à subir les brimades de son père, s'enfuit de la maison. Les trois frères partis faire la guerre perdent la vie au front et Hantaro, qui ne supporte pas la perte de ses deux fils aînés, sombre dans l'alcoolisme, engloutissant dans le saké tous les biens de la famille.
Après de longues errances, Tomohide revient au domicile de ses parents. Rie saute de joie mais Hantaro, comme auparavant, est glacial avec son dernier fils. Pour la première fois, Rie laisse éclater sa colère.

## Fiche technique
Sauf indication contraire, les informations mentionnées dans cette section peuvent être confirmées par la base de données cinématographiques IMDb,  présente dans la section « Liens externes ».
- Titre : Les Demi-frères
- Titre original : 結婚 (Ibo kyōdai?)
- Réalisation : Miyoji Ieki
- Scénario : Yoshikata Yoda et Nobuyoshi Terada, d'après un roman de Torahiko Tamiya
- Photographie : Yoshio Miyajima
- Décors : Tōtetsu Hirakawa
- Musique : Yasushi Akutagawa
- Société de production : Dokuritsu Eiga (独立映画?, litt. Les Films indépendants)[1]
- Pays de production :  Japon
- Langue originale : japonais
- Format : noir et blanc — 1,37:1 — 35 mm — son mono
- Genre : drame
- Durée : 110 minutes (métrage : douze bobines - 3 027 m[1])
- Date de sortie :
  - Japon : 25 juin 1957[1]

## Distribution
- Rentarō Mikuni : Hantaro Kido
- Yaeko Toyoshima : Tsuta, la première femme de Kido
- Kinuyo Tanaka : Rie, la seconde femme de Kido
- Shōichi Nishida : Ichirōshi, le fils ainé de Kido issu du premier mariage
- Hiroshi Kondō : Gōjirō, le second fils de Kido issu du premier mariage
- Kōji Nanbara : Yoshitoshi, le troisième fils de Kido issu du second mariage
- Katsuo Nakamura : Tomohide, la quatrième fils de Kido issu du second mariage
- Hizuru Takachiho : Haru, la domestique
- Chōko Iida : Masu
- Ton Shimada : Ōta
- Tomoo Nagai : commandant de régiment

## Autour du film
Les Demi-frères est sans doute le meilleur film de Miyoji Ieki. Les cruautés domestiques au sein de la famille du militaire est une allégorie de la tyrannie du militarisme d'avant guerre et une dénonciation de cette période. Le film est servi par les remarquables interprétations de Kinuyo Tanaka en domestique de la famille et de Rentarō Mikuni en officier tyrannique, forcé de se marier avec elle après l'avoir violée,.

## Distinctions
Sauf indication contraire, les informations mentionnées dans cette section peuvent être confirmées par la base de données cinématographiques IMDb,  présente dans la section « Liens externes ».
- Globe de cristal au Festival international du film de Karlovy Vary en 1958
- Prix du film Mainichi :
  - meilleure actrice dans un second rôle pour Kinuyo Tanaka[4]
  - meilleur scénario pour Yoshikata Yoda (conjointement pour Une histoire d'Osaka)[4]